# وینترورب
وینترورب (به آلمانی: Winterwerb) یک شهر در آلمان است که در Verbandsgemeinde Nastätten واقع شده‌است. وینترورب ۱۸۱ نفر جمعیت دارد.